# Liste der amtierenden deutschen Landesgesundheitsminister
Landesgesundheitsminister leiten in den deutschen Ländern das jeweils für das Gesundheitswesen zuständige Landesministerium.
Das Ressort ist in fast allen Ländern durch ein eigenes Ministerium vertreten, außer in vier Ländern. Dort ist es im Sozialministerium angesiedelt. In allen Ländern ist der Minister auch für andere Ressorts, häufig für das Sozialwesen oder die Arbeitsmarktpolitik, zuständig.
Im Rahmen des kooperativen Föderalismus arbeiten die Gesundheitsminister der Länder in der Gesundheitsministerkonferenz (kurz GMK) zusammen, an deren Sitzungen auch der zuständige Bundesminister regelmäßig teilnimmt.

## Amtierende Landesgesundheitsminister der deutschen Länder
Von den amtierenden 16 Landesgesundheitsministern sind elf Frauen und fünf Männer. Neun Amtsinhaber gehören der SPD und vier den Unionsparteien (CDU/CSU) an. Je einer ist Mitglied der Grünen, den Linken und eine parteilos auf Vorschlag des BSW.
Die längste Amtszeit der gegenwärtigen Landesgesundheitsminister hat Petra Grimm-Benne (SPD, seit April 2016 in Sachsen-Anhalt).
| Land                   | Ministerium/Behörde                                               | Name                   | Amtsantritt       | Regierung/-en 1                  | Partei | Partei                        | Bild |
| ---------------------- | ----------------------------------------------------------------- | ---------------------- | ----------------- | -------------------------------- | ------ | ----------------------------- | ---- |
| Baden-Württemberg      | Ministerium für Soziales, Gesundheit und Integration              | Manfred Lucha          | 12. Mai 2016      | Kretschmann II Kretschmann III   |        | Grüne                         |      |
| Bayern                 | Staatsministerium für Gesundheit, Pflege und Prävention           | Judith Gerlach         | 8. November 2023  | Söder III                        |        | CSU                           |      |
| Berlin                 | Senatsverwaltung für Wissenschaft, Gesundheit und Pflege          | Ina Czyborra           | 27. April 2023    | Wegner                           |        | SPD                           |      |
| Brandenburg            | Ministerium für Gesundheit und Soziales                           | Britta Müller          | 11. Dezember 2024 | Woidke IV                        |        | parteilos (vom BSW nominiert) |      |
| Bremen                 | Senatorin für Gesundheit, Frauen und Verbraucherschutz            | Claudia Bernhard       | 15. August 2019   | Bovenschulte II                  |        | Linke                         |      |
| Hamburg                | Behörde für Gesundheit, Soziales und Integration                  | Melanie Schlotzhauer   | 15. Dezember 2022 | Tschentscher II Tschentscher III |        | SPD                           |      |
| Hessen                 | Ministerium für Familie, Senioren, Sport, Gesundheit und Pflege   | Diana Stolz            | 18. Januar 2024   | Rhein II                         |        | CDU                           |      |
| Mecklenburg-Vorpommern | Ministerium für Soziales, Gesundheit und Sport                    | Stefanie Drese         | 15. November 2021 | Schwesig II                      |        | SPD                           |      |
| Niedersachsen          | Ministerium für Soziales, Arbeit, Gesundheit und Gleichstellung   | Andreas Philippi       | 25. Januar 2023   | Weil III Lies                    |        | SPD                           |      |
| Nordrhein-Westfalen    | Ministerium für Arbeit, Gesundheit und Soziales                   | Karl-Josef Laumann     | 30. Juni 2017     | Laschet Wüst I Wüst II           |        | CDU                           |      |
| Rheinland-Pfalz        | Ministerium für Wissenschaft und Gesundheit                       | Clemens Hoch           | 18. Mai 2021      | Dreyer III Schweitzer            |        | SPD                           |      |
| Saarland               | Ministerium für Arbeit, Soziales, Frauen und Gesundheit           | Magnus Jung            | 26. April 2022    | Rehlinger                        |        | SPD                           |      |
| Sachsen                | Staatsministerium für Soziales, Gesundheit und Gesellschaftlichen | Petra Köpping          | 20. Dezember 2019 | Kretschmer II Kretschmer III     |        | SPD                           |      |
| Sachsen-Anhalt         | Ministerium für Arbeit, Soziales, Gesundheit und Gleichstellung   | Petra Grimm-Benne      | 25. April 2016    | Haseloff II Haseloff III         |        | SPD                           |      |
| Schleswig-Holstein     | Ministerium für Justiz und Gesundheit                             | Kerstin von der Decken | 29. Juni 2022     | Günther II                       |        | CDU                           |      |
| Thüringen              | Ministerium für Soziales, Gesundheit, Arbeit und Familie          | Katharina Schenk       | 13. Dezember 2024 | Voigt                            |        | SPD                           |      |